# Kelyn Rowe
Kelyn Jaynes Rowe (Federal Way, 2 december 1991) is een Amerikaans voetballer die bij voorkeur op het middenveld speelt. In 2012 tekende hij een contract bij New England Revolution.

## Clubcarrière
Rowe werd als derde gekozen in de MLS SuperDraft 2012 door New England Revolution. Rowe bleek in zijn eerste jaar bij de club direct van waarde te zijn. Hij speelde in dertig competitiewedstrijden waarin hij drie doelpunten maakte en vijf assists gaf. In zijn tweede jaar ging hij daaroverheen met zeven doelpunten en acht assists in drieëndertig competitiewedstrijden. Rowe staat vooral bekend om zijn afstandsschoten en zijn overzicht op het veld.